# 기타나카촌
기타나카촌(北那珂村)은 이바라키현 니시이바라키군에 일찍이 존재했던 촌이다.

## 지리
- 현재의 사쿠라가와시 북부, 구 이와세정 북부에 해당한다.
- 촌은 사쿠라강 상류에 위치해 있다.
- 촌은 산이 많은 지형이다.

## 역사
- 1889년 4월 1일 - 정촌제 시행에 의해 주변의 촌들을 대폭 확대하여 니시이바라키군 기타나카촌이 성립하였다.
- 1955년 3월 31일 - 이와세정, 히가시나카촌과 합병해, 새로운 이와세정이 성립하여, 동일 기타나카촌이 폐지되었다.

## 인구
| 1892년 | 3,872 |
| 1909년 | 4,880 |
| 1920년 | 5,074 |
| 1935년 | 5,510 |
| 1950년 | 6,728 |

## 참고문헌
- 角川日本地名大辞典編纂委員会『가도카와 일본 지명 대사전 8 茨城県』、가도카와 쇼텐、1983年 ISBN 4040010809
- 日本加除出版株式会社編集部『全国市町村名変遷総覧』、日本加除出版、2006年、ISBN 4817813180